# Aphelonema simplex
Aphelonema simplex är en insektsart som beskrevs av Philip Reese Uhler 1876. Aphelonema simplex ingår i släktet Aphelonema och familjen Caliscelidae. Inga underarter finns listade i Catalogue of Life.